# 獅子山 (香港)
獅子山（英語：Lion Rock）是香港著名山峰及地標，位於九龍和新界之間，九龍群山之一，海拔495米高。獅子山為獅子山郊野公園的主要部分，亦為該郊野公園的名稱由來。其外表像獅子，在九龍不少地方都可望到。
清初遷海政策時，曾在獅子山上建墩台，以資防守。
獅子山為昔日醉酒灣防線的一部分，山腰部分依然留有一些軍事遺跡，包括座標石和機槍堡。
獅子山隧道穿越獅子山以西的九龍坳，為一條連接九龍塘及大圍的行車隧道，亦是1號幹線的一部分；而副峰下則有屯馬綫的獅子山鐵路隧道通过。

## 傳說
民間相傳九龍以前有九條龍為患，所以上天派了一隻獅子下凡鎮壓。現時的八仙嶺就是收拾了其中八條龍，餘下一條則被獅子壓著在腳下，而那一隻獅子就是現在的獅子山，那麽被壓著的第九條龍就是九龍山。

## 地理和旅遊

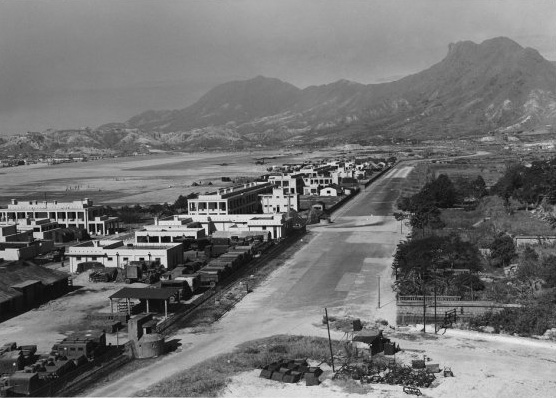
1945年的獅子山（圖右）

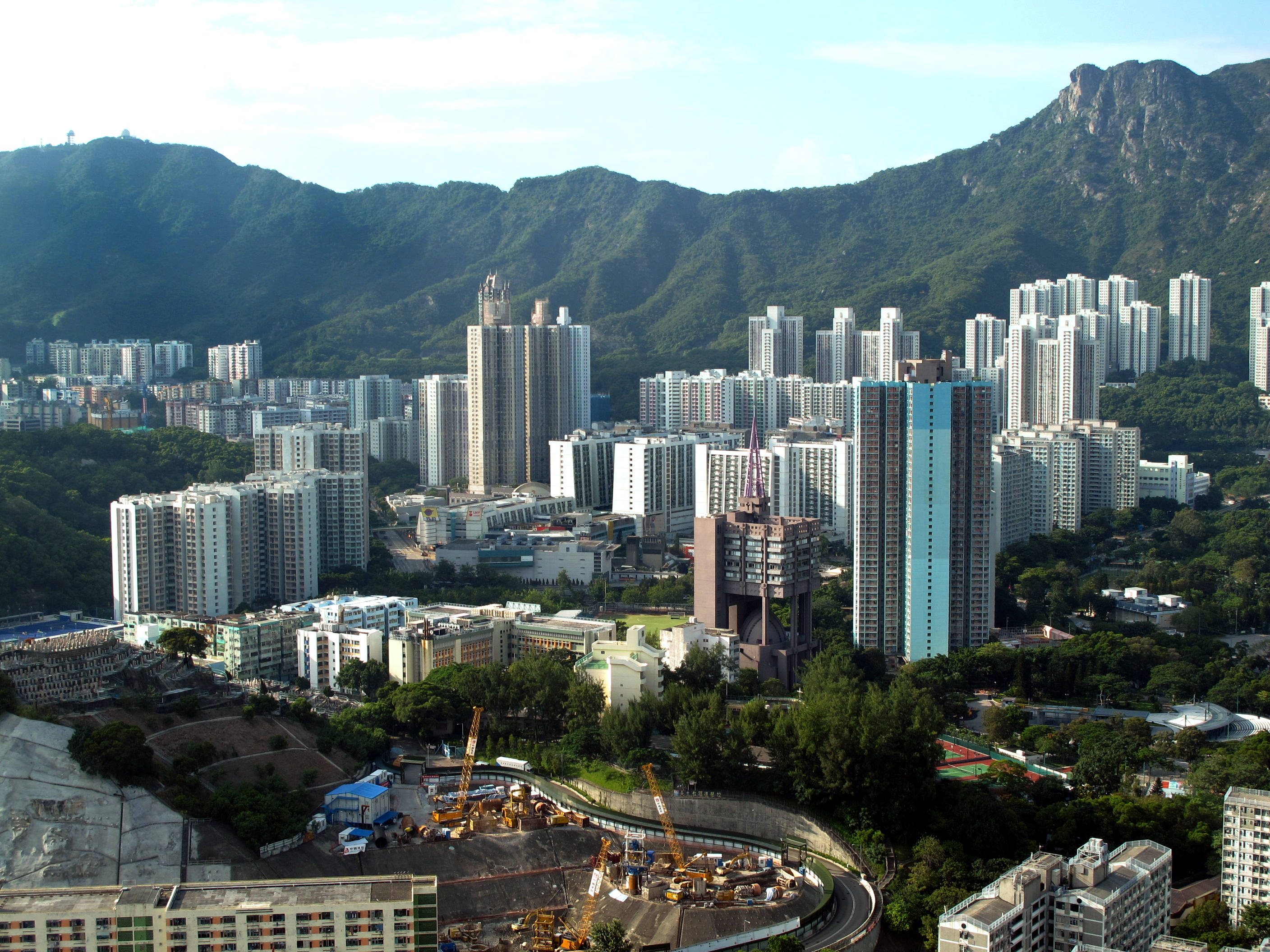
從九龍城望向獅子山

獅子山為九龍和新界之天然分界線，主要是花崗岩結構；山嶺的北面為大圍、南面為九龍塘和樂富、東面為雞胸山和慈雲山、西面為筆架山（與之隔著九龍坳）。獅子山的山嶺由東至西伸展，高而狹長。其北面坡度較為平緩，但南面則十分陡峭，山頂一帶更是一片懸崖峭壁。山頂一帶約可分為三個高峰，三峰高度相若。在山的北面和西面都有正式的路徑上山，連接山頂及麥理浩徑第五段。不過因為部分路段較為危險，遊人緊記量力而為。
由麥理浩徑第五段，走過電塔下，再經一段0.5公里的石級可到達東面的山峰；亦可經九龍坳前往獅子山，只是因沒有維修，且多亂石，才較右邊上山的路難行。兩者的起點均設有警告牌，內容：此段路艱險難行，只宜有經驗及裝備良好的人士前往。山峰上有一由漁農自然護理署竪立的標高牌。山峰的東面有一巨型的警告牌，足有一個人高，牌上寫著「懸崖危險，切勿前進」。不過，牌後的地方才是獅子山的最高點，比牌前地面的高度高出一呎左右。此外，牌後的地方亦是獅尾脊的起點，可前往石馬及傻人塔。
遊人沿山脊西走，經一小山谷後便可到達中部的山峰。在該山峰上可跟西面的山崖對望，兩峰相距不過百米。
西面的山崖即獅子的「頭部」。山崖的底部亦竪立了跟其他地方一般樣式的懸崖警告牌。不過不難找到遊人爬上崖頂拍照留念。從九龍坳附近的麥理浩徑第五段，沿山脊登上西崖只需走0.4公里。
市民從市區眺望獅子山時，若從黃大仙竹園以東的九龍地區觀望獅子山，山形就像獅子。最佳的市區觀賞地點乃黃大仙竹園到鑽石山一帶。若從竹園以西的角度看獅子山，山形並不太像獅子。如要想近距離觀看獅子山的「盧山真面目」，可在獅子山接近獅頭以西的山崖路望向東南觀賞。在該處可發現西崖岩石磷峋，似如獅子蹲伏在山嶺，並面向西方，雄視著香江，鎮守著九龍。

## 相片

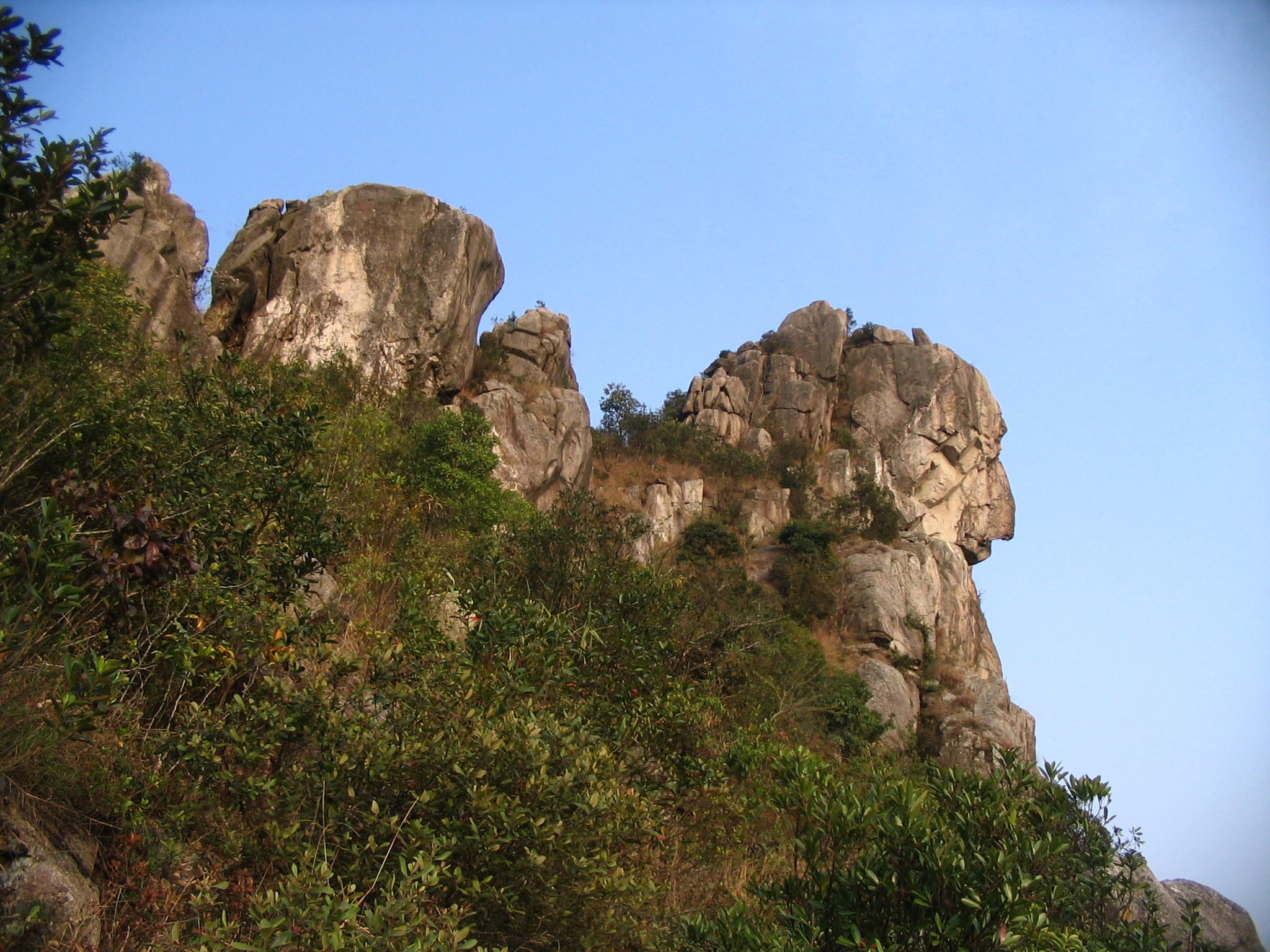
從西脊望向獅子山西崖，可見獅子的外形
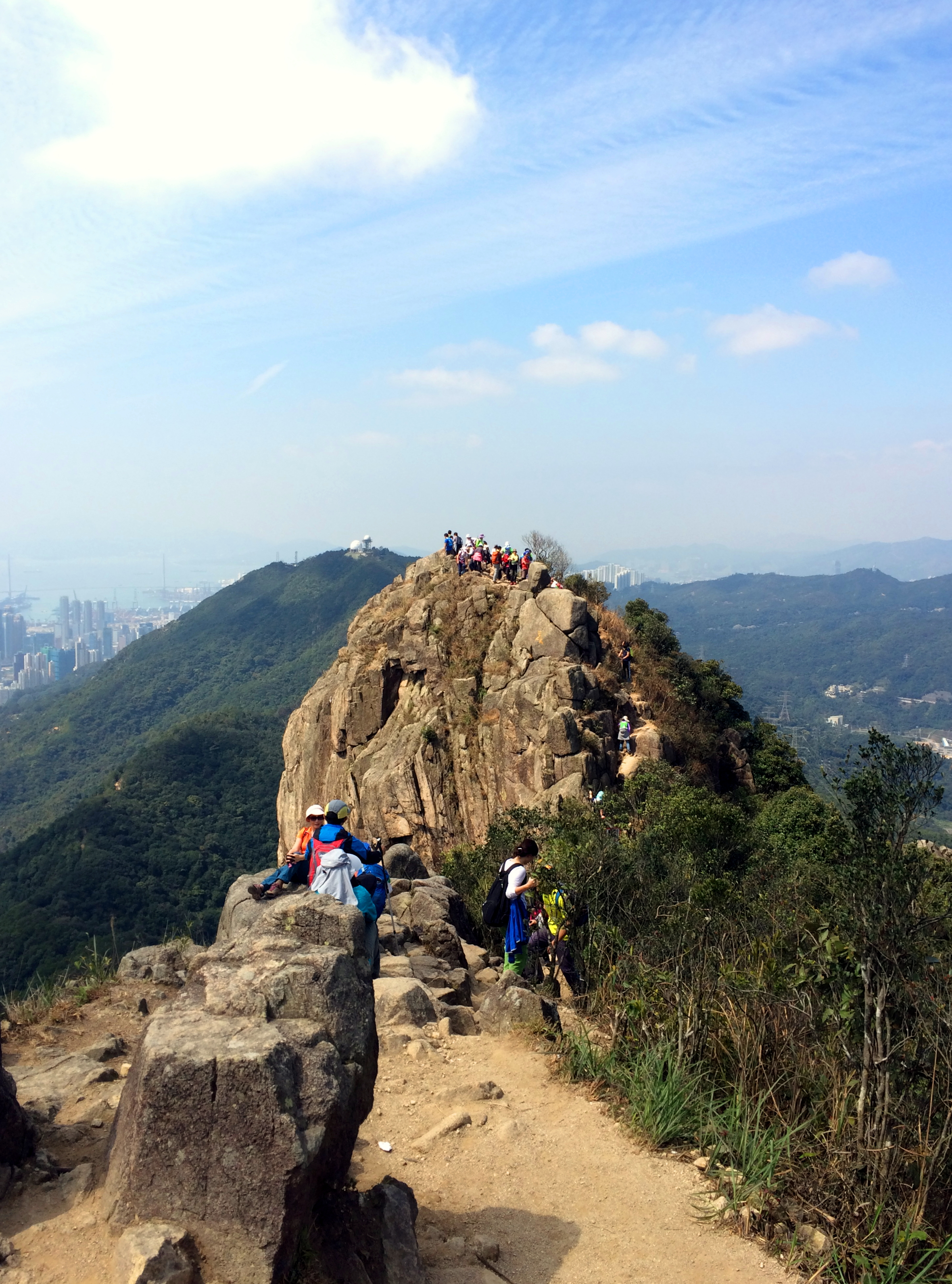
西望獅子山西崖，即「獅子頭」
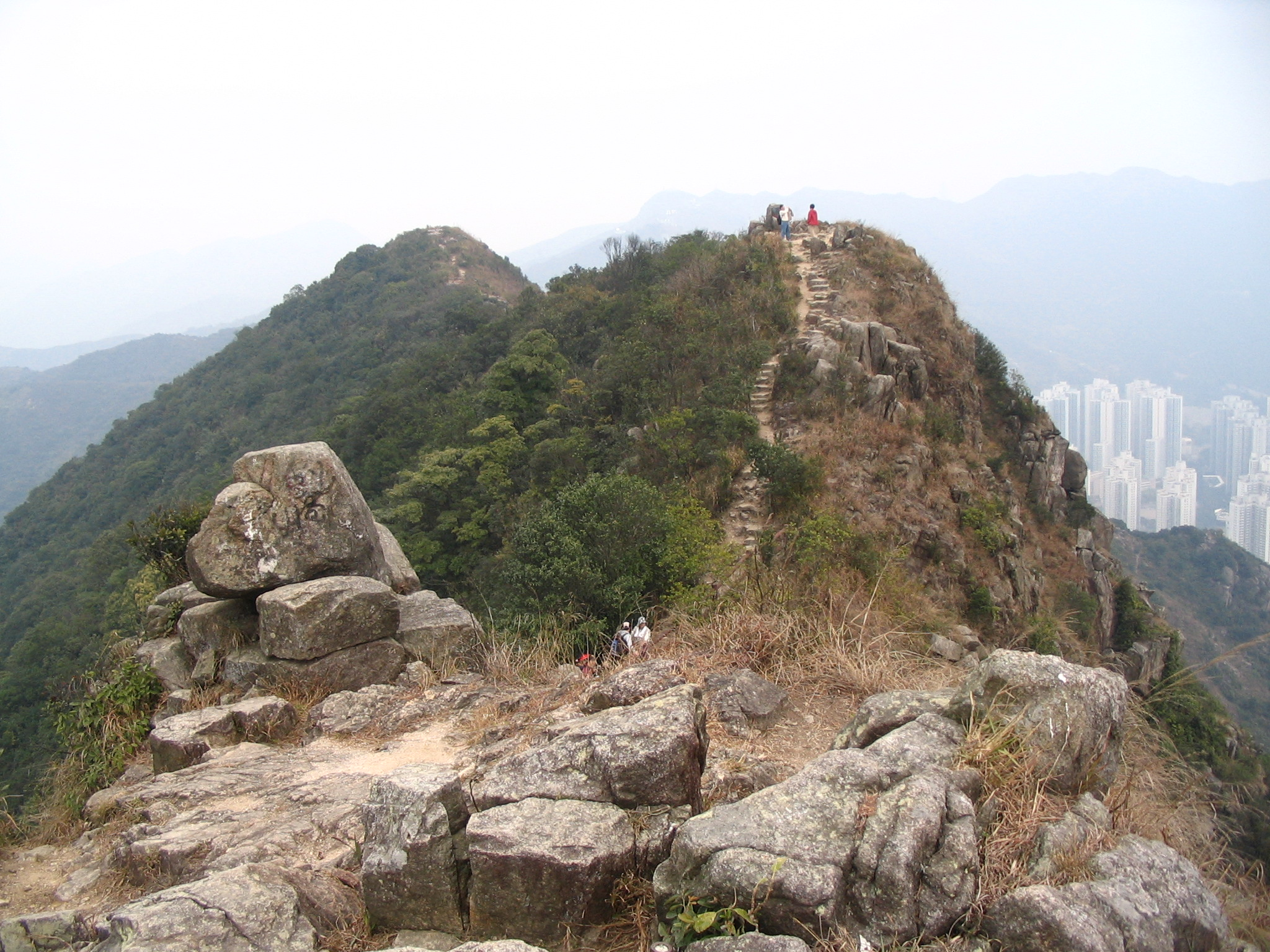
從獅子山西崖頂東望其餘兩個山峰
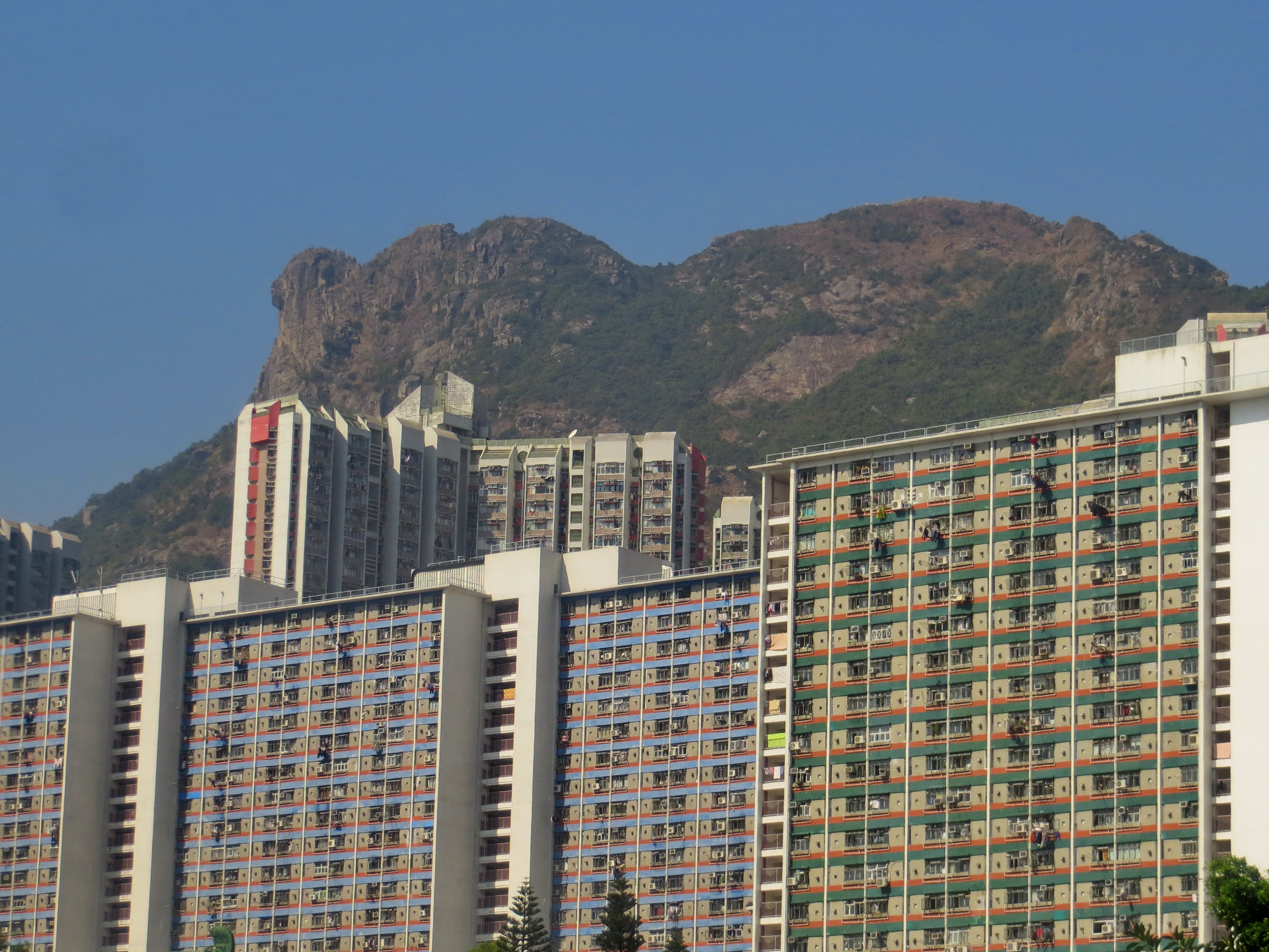
從龍翔道望向獅子山，前方樓宇為竹園南邨
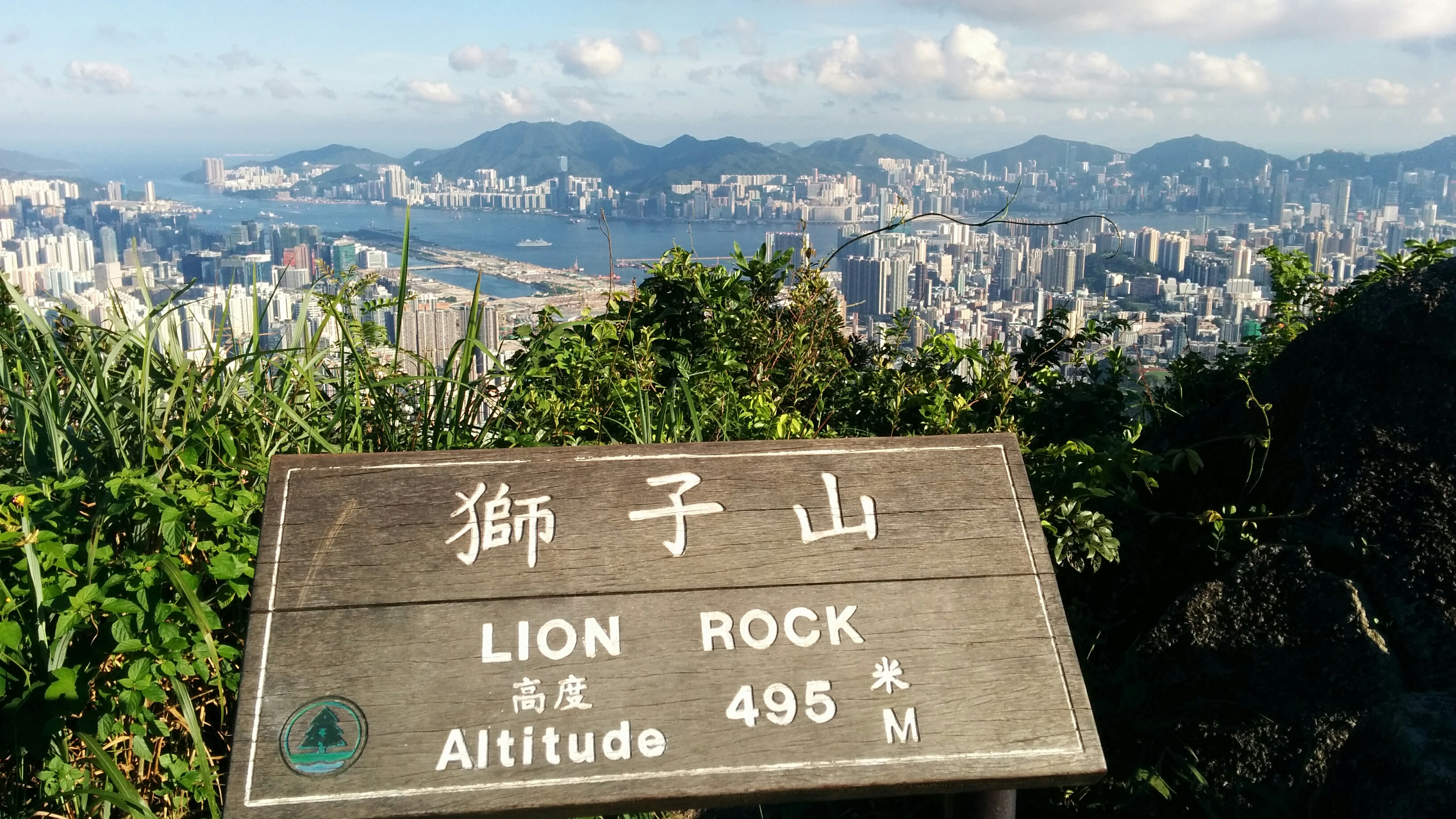
獅子山東峰上由漁農自然護理署設立的標高牌
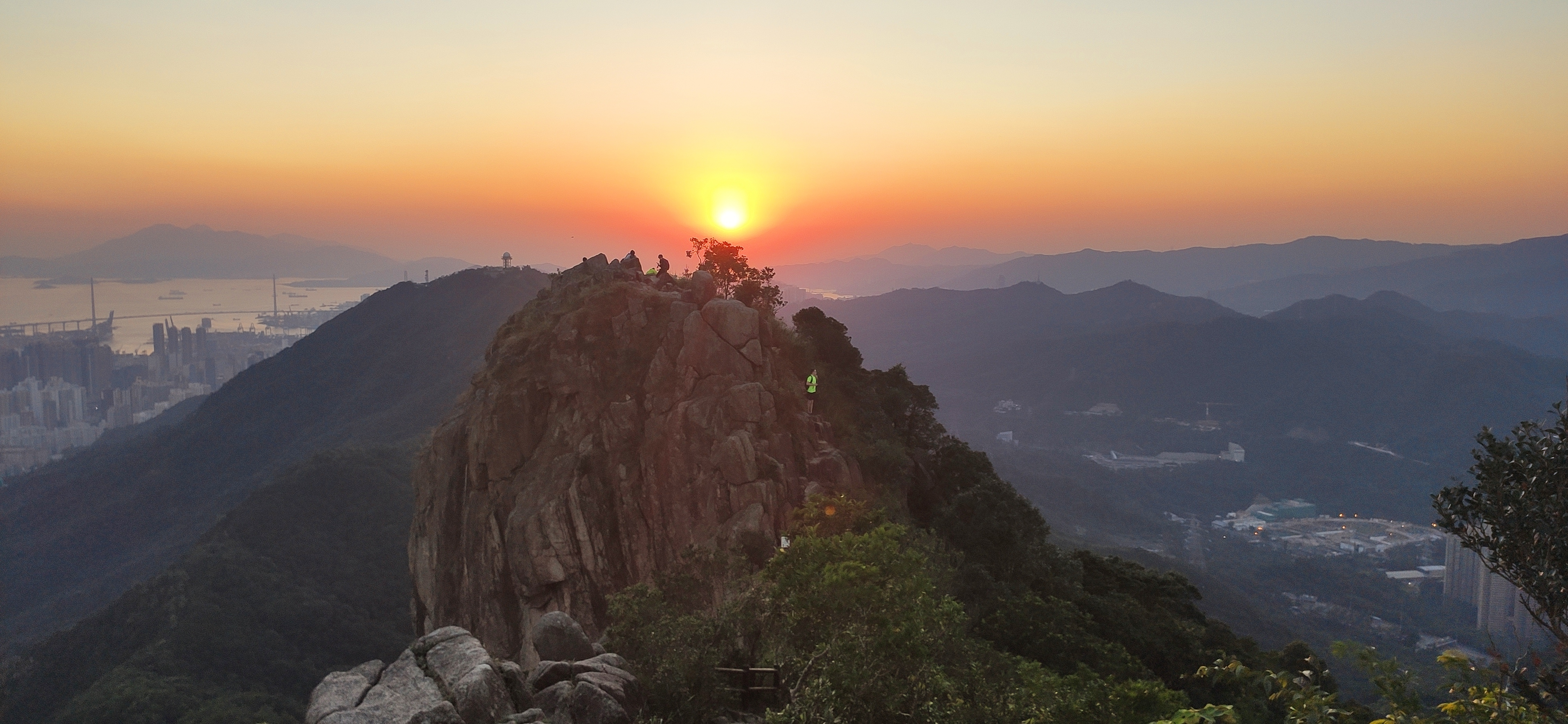
夕陽及晚霞下的獅子山西峰（頭部）
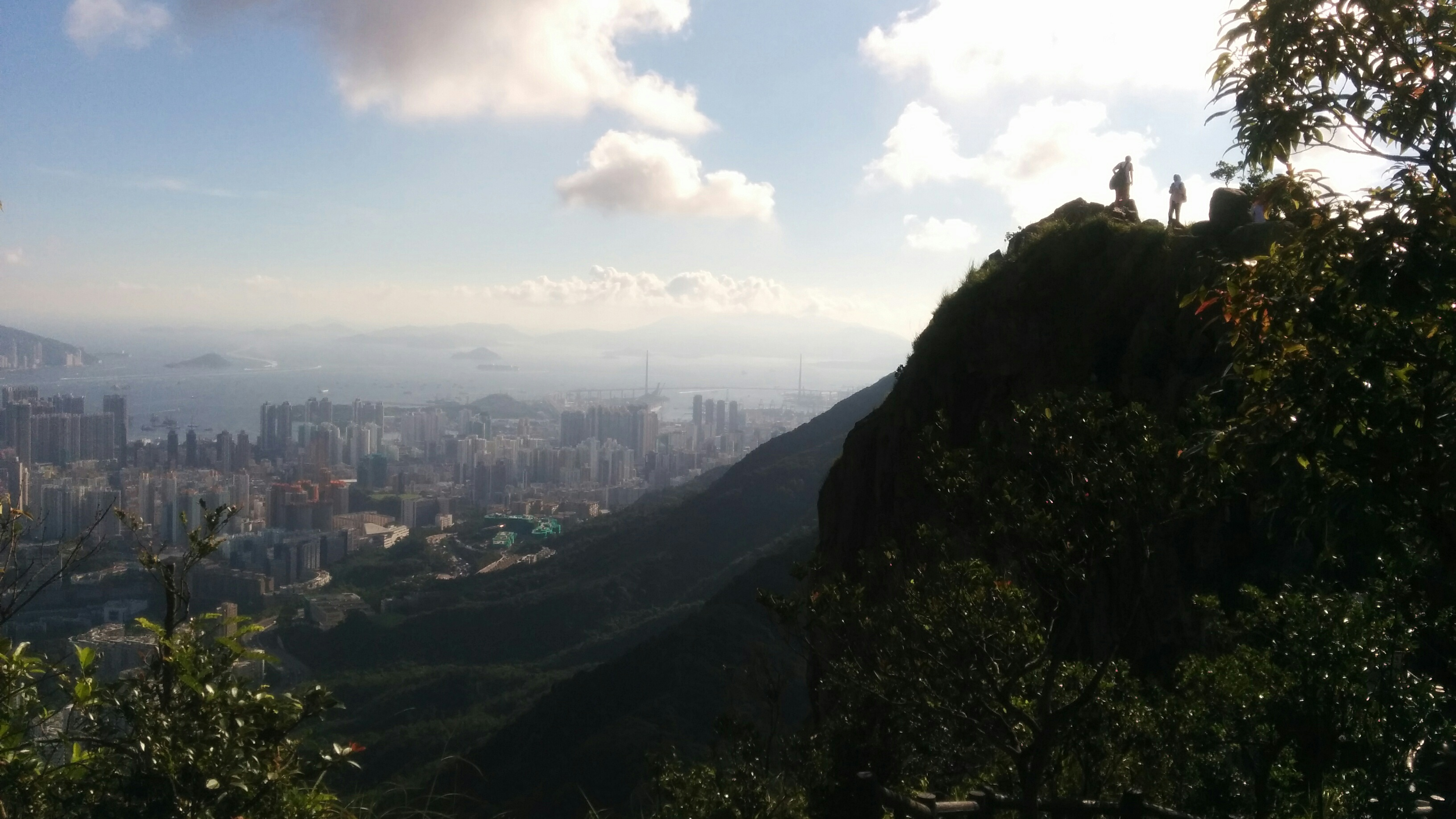
獅子山下的香港美景
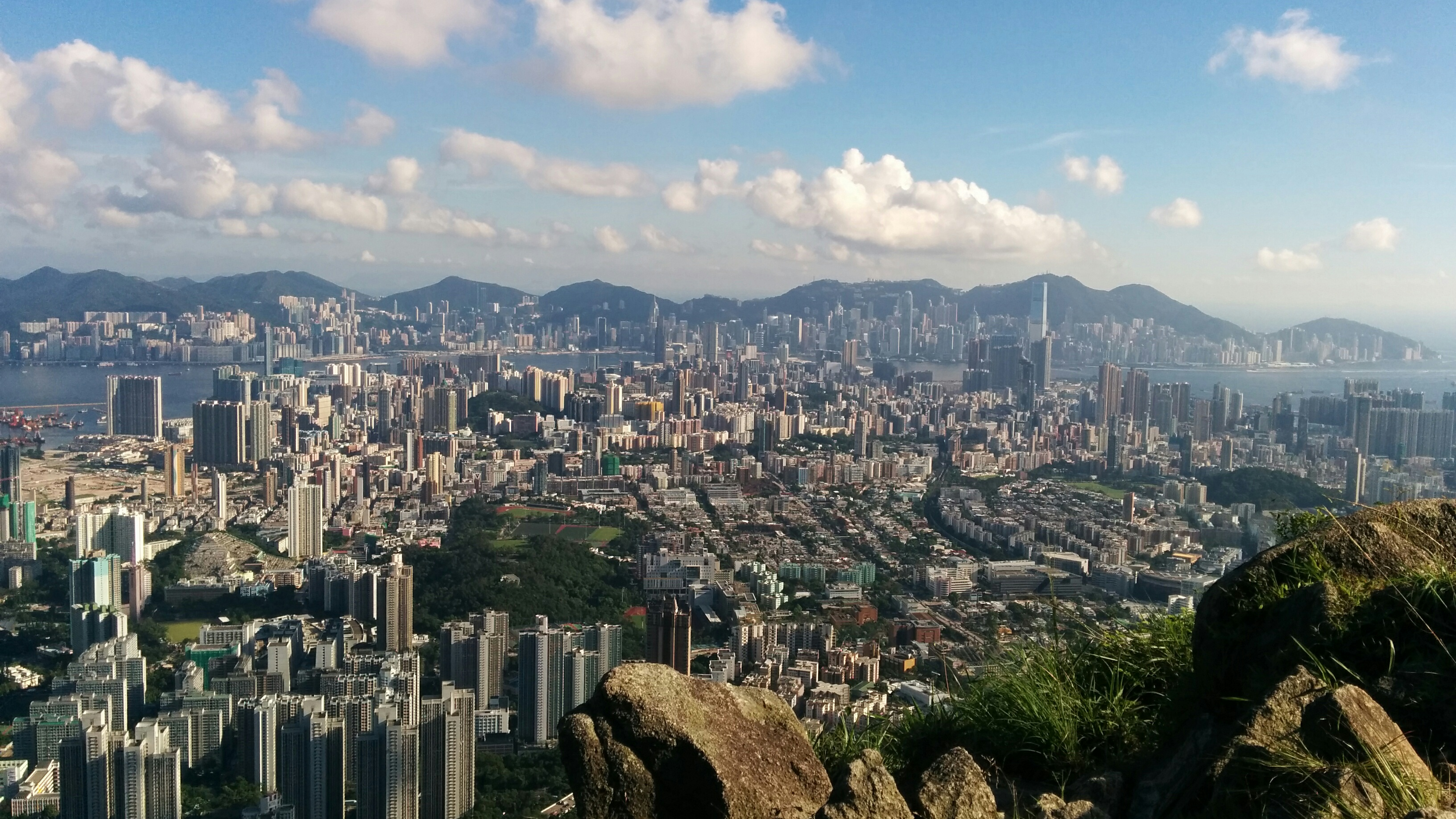
獅子山下的九龍半島全景及香港島
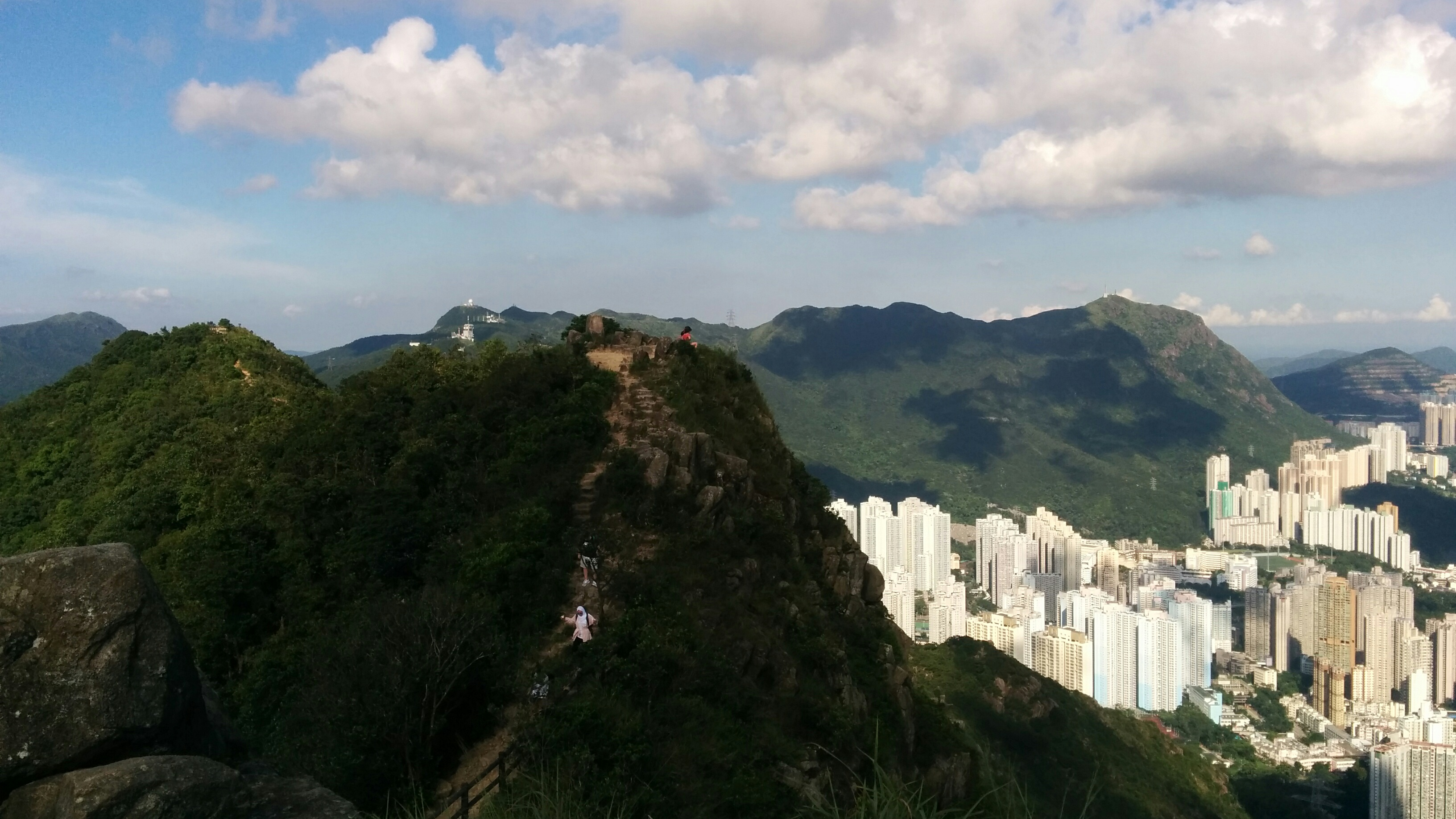
站在獅子山西峰（頭部）可看到稍高的中鋒（圖片中間）和最高的東峰（495米，圖片左側）

### 全景

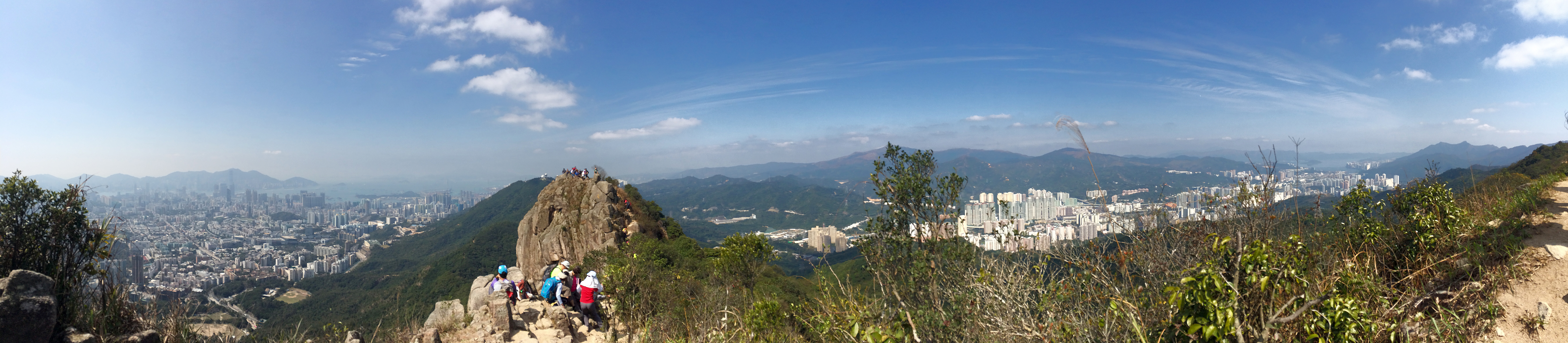
獅子山山頂全景圖

## 氣候
| 獅子山            | 獅子山      | 獅子山      | 獅子山      | 獅子山      | 獅子山      | 獅子山      | 獅子山      | 獅子山      | 獅子山      | 獅子山      | 獅子山      | 獅子山      | 獅子山      |
| 月份              | 1月         | 2月         | 3月         | 4月         | 5月         | 6月         | 7月         | 8月         | 9月         | 10月        | 11月        | 12月        | 全年        |
| ----------------- | ----------- | ----------- | ----------- | ----------- | ----------- | ----------- | ----------- | ----------- | ----------- | ----------- | ----------- | ----------- | ----------- |
| 平均高温 °C（°F） | 15.3 (59.5) | 16.5 (61.7) | 18.7 (65.7) | 22.2 (72.0) | 25.1 (77.2) | 27.2 (81.0) | 28.6 (83.5) | 28.5 (83.3) | 26.9 (80.4) | 24.2 (75.6) | 20.6 (69.1) | 16.8 (62.2) | 22.6 (72.6) |
| 日均气温 °C（°F） | 12.5 (54.5) | 13.6 (56.5) | 15.9 (60.6) | 19.7 (67.5) | 22.7 (72.9) | 24.7 (76.5) | 25.5 (77.9) | 25.5 (77.9) | 24.2 (75.6) | 21.5 (70.7) | 18.0 (64.4) | 14.0 (57.2) | 19.8 (67.7) |
| 平均低温 °C（°F） | 10.1 (50.2) | 11.4 (52.5) | 13.7 (56.7) | 17.7 (63.9) | 21.0 (69.8) | 23.0 (73.4) | 23.5 (74.3) | 23.4 (74.1) | 22.3 (72.1) | 19.7 (67.5) | 15.9 (60.6) | 11.6 (52.9) | 17.8 (64.0) |
| [ 來源請求 ]      |             |             |             |             |             |             |             |             |             |             |             |             |             |

香港提供的颱風名稱『獅子山』則來源於這座山峰。

## 大眾文化與政治

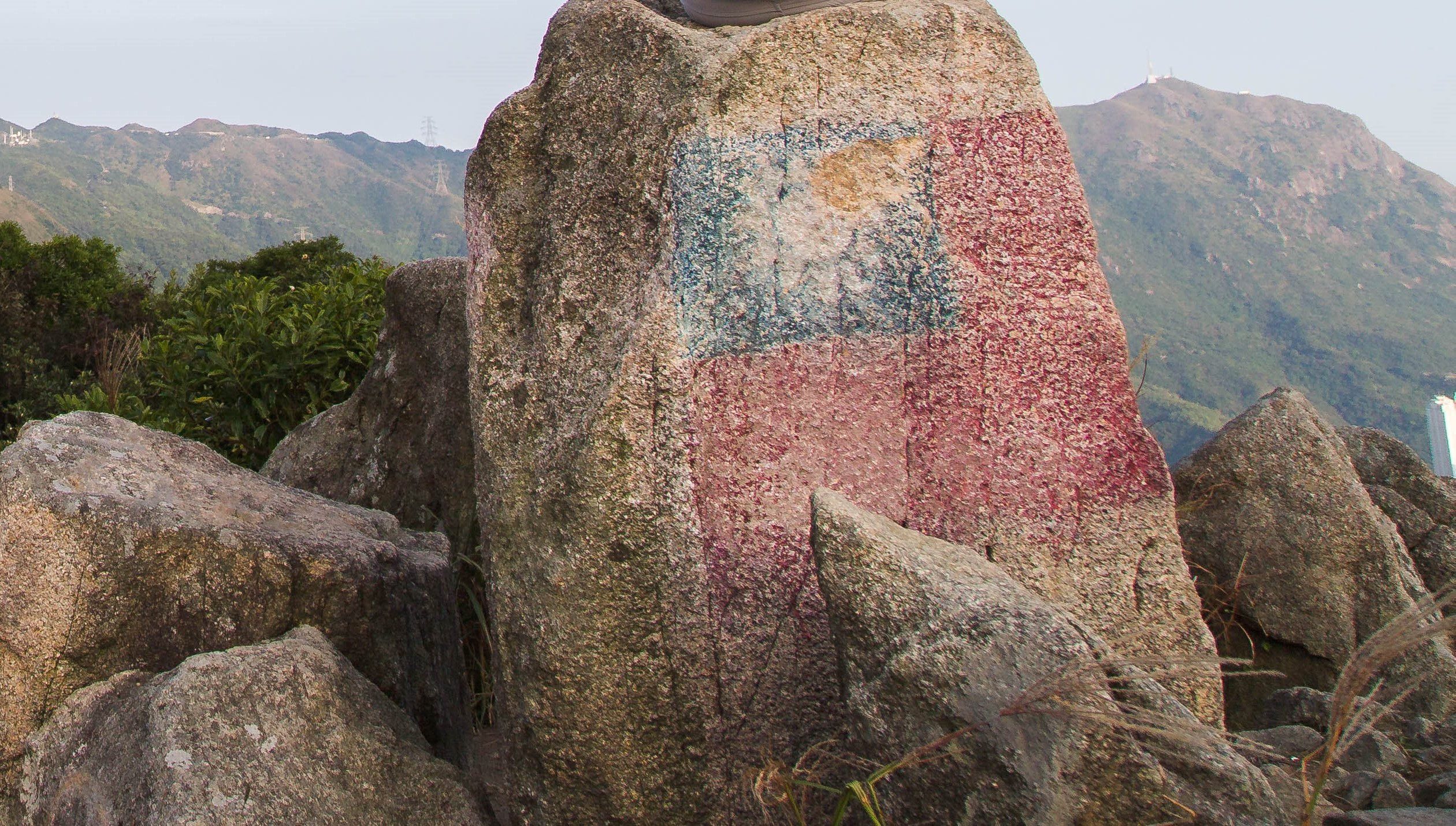
獅子山上印有中華民國國旗的岩石

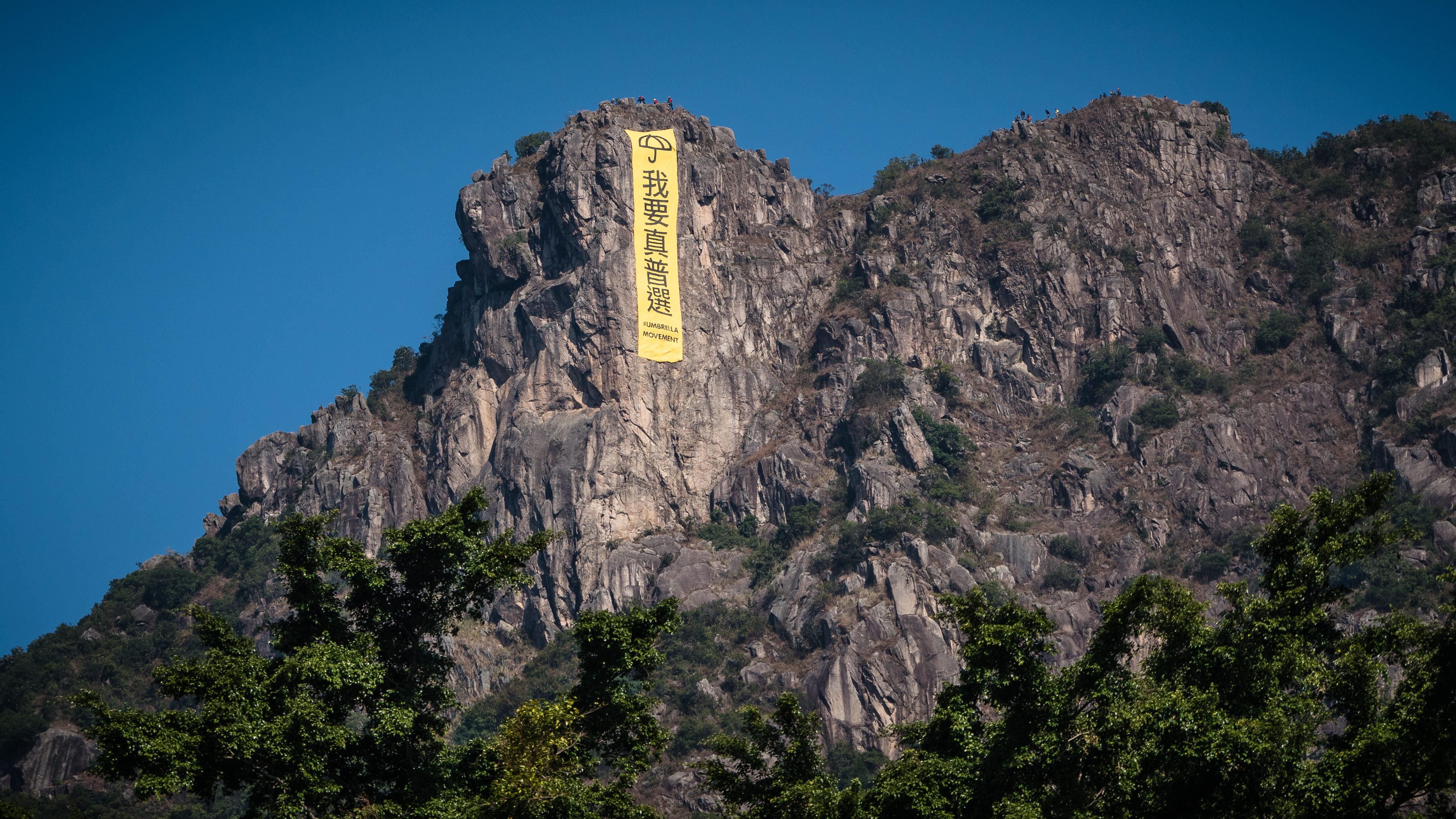
2014年「我要真普選」巨型直幡

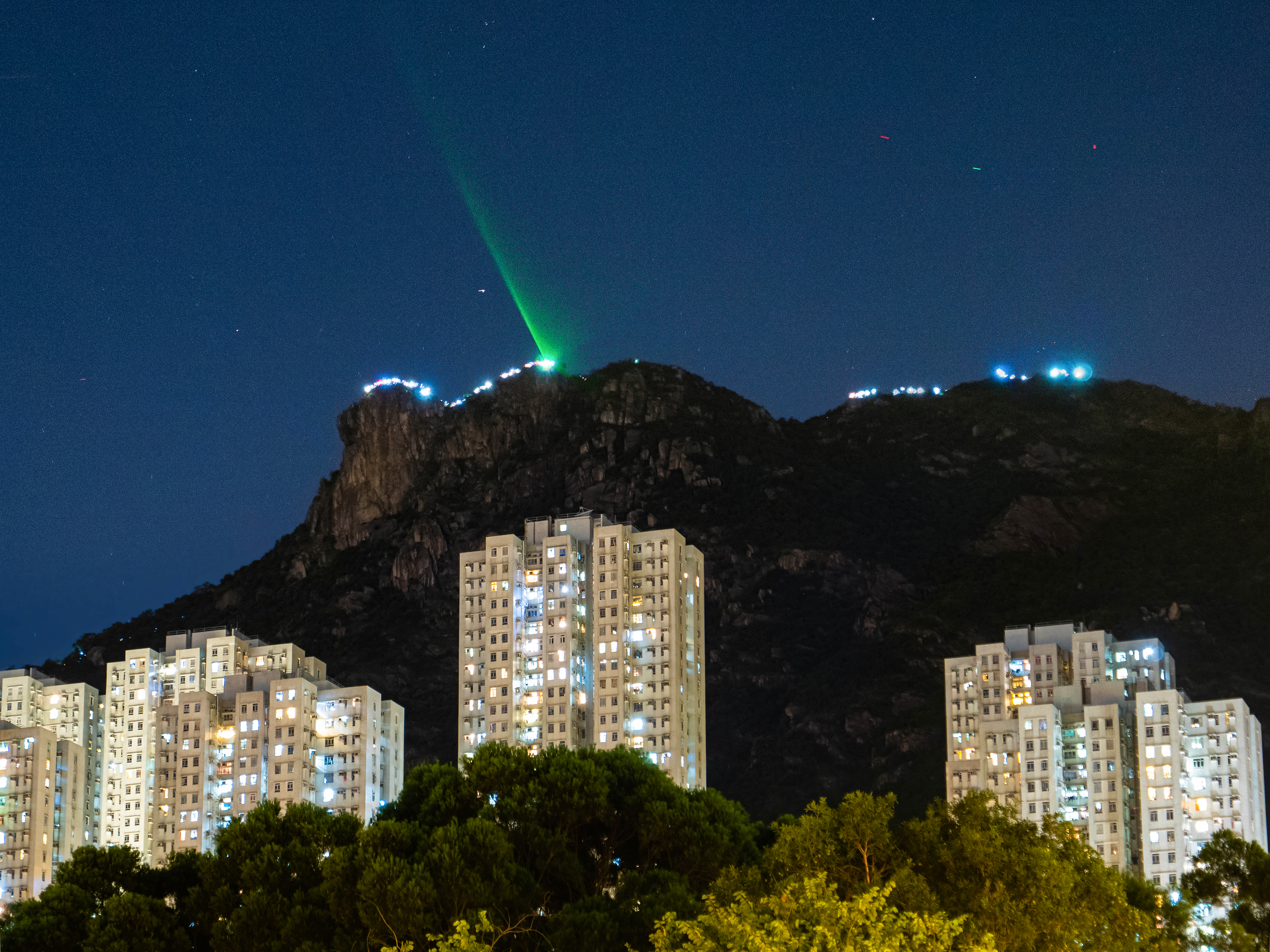
2019年8月23日，約200名市民登上獅子山築人鏈照亮「香港之路」

- 因為第二次世界大戰、國共內戰和之後中國大陸政治運動，很多中國內地民眾移居到香港。獅子山南面的九龍是香港其中一個最多人住的地方，有山邊寮屋、唐樓、公共房屋、工廠大廈和山寨廠等。當時的小市民為生活努力打拚、不依靠政府，在逆境中艱苦奮鬥、同舟共濟，被譽為「獅子山精神」。因此「獅子山下」代表了當時典型的香港社會。[2]
- 1967年六七暴動期間的8月28日發生獅子山爆炸案，左派份子在獅子山上插紅旗及佈放土製炸彈，警方召喚駐港英軍登山檢查懷疑爆炸品，英軍拆彈專家華克曼中士在懸崖上拆彈時發生炸彈爆炸，墜崖殉職[3]。
- 1972年，香港電台製作了一套名為《獅子山下》的電視劇。而這個名稱自1979年起亦成為該劇主題曲的名稱《獅子山下》，由顧嘉煇作曲及編曲，黃霑填詞，羅文主唱。
- 1950至1970年代期間，每逢雙十節前後，都會有親國民黨人士到獅子山頂懸掛中華民國國旗。[4]
- 2014年10月23日上午11時左右，一群攀山愛好者在獅子山頂懸掛一幅長28米、寬6米的巨型黃底黑字直幡，上面有一把雨傘標誌，並寫上「我要真普選」，下寫「#UMBRELLA MOVEMENT」以聲援雨傘運動。翌日（24日）中午，在政府飛行服務隊、消防處、民安隊的聯合行動中被移除。此後，飛鵝山、大帽山等香港多個山峰被多次掛上同類型直幡，以支持雨傘運動。
- 2019年反修例事件期間，「光復香港，時代革命」及「五大訴求，缺一不可」等政治標語多次被掛上[5]。邁入2020年雖然冠狀病毒令2月至4月的山頂直幡次數減少[6]。同年8月23日，約200名市民登上山築人鏈照亮「香港之路」，9月13日中秋節亦有大量市民登上獅子山。[7]
- 2022年2月27日晚上7時左右，因應俄羅斯入侵烏克蘭，有部分市民上山「亮燈」聲援烏克蘭人民，同時祈求戰事盡快結束、祝願世界和平。[8]

## 意外
獅子山近山頂位置地勢險峻，不時發生行山者墮崖意外。當中部分死亡個案如下：
- 1982年12月20日，一名駐港英軍的14歲兒子從獅頂墮崖30米石隙死亡。 [9]
- 2007年4月1日，一名48歲女子跟同伴抄捷徑登獅子山時迷路，失足墮百米山崖亡。[10]
- 2008年9月10日，一名26歲男子上獅子山遠足時，失足墮40米山崖亡。[11]
- 2011年11月，一名73歲行山人士在獅子山頭位置墮崖死亡。[12]
- 2016年3月12日，一名22歲男子獨自登上獅子山頂拍照時，失足墮400米崖亡。[13]
- 2019年10月5日，一名女子在獅子山西崖壁對落20米山坡被發現，相信已死去一段時間。[14]
- 2020年1月28日，一名男子從獅子山墮崖，在獅子頭對落200米山坡被發現，相信已死去一段時間。[15]
- 2020年11月21日，一名56歲女子跟數人從獅尾以南山腰小徑登山時意外墮崖30米，經4小時救援行動後證實死亡。[16]
- 2022年9月25日，一名36歲姓余男子晚上從獅頭墮崖，經1個多小時救援行動後證實死亡。[17]
- 2023年8月16日，一名男子懷疑在山頂位置失足墮崖，救援人員經兩個多小時搜索救援行動後證實該名男子死亡。[18]
- 2024年5月12日，一名中國內地男子在攀岩近獅頭位置失足墮崖，送東區醫院搶救後最終不治。[19]

- 2025年7月23日，民安隊在獅子山懸崖尋獲一名女子遺體，證實為7月14日失蹤的18歲少女。[20]

## 相關
- 獅子山郊野公園
- 獅子山下 (歌曲)

## 外部連結
- . 漁農自然護理署. 2008-02-18  [2008-02-18]. （原始内容存档于2019-06-12）.
- 獅子山行山路線︱樂富、沙田圍、大圍等6條路線 海景壯麗 （页面存档备份，存于）